# Terremotos de Taitung de 2022
Los terremotos de Taitung de 2022 fueron una serie de dos terremotos que afectaron a los condados de Taitung y Hualien, Taiwán. El primer terremoto golpeó Taitung el sábado 17 de septiembre de 2022, con una magnitud de 6,5, causando daños menores y algunas lesiones. El segundo terremoto ocurrió aproximadamente un día después de que el primer temblor golpeara la misma área, con una magnitud más fuerte de 6,9. Los terremotos alcanzaron una intensidad máxima de VII y IX respectivamente en la Escala de Intensidad de Mercalli Modificada.

## Entorno tectónico
Taiwán se encuentra en el límite entre la placa euroasiática y la placa filipina, que convergen a 80 mm por año. La isla es el resultado del levantamiento causado por la colisión entre el extremo norte del Arco de Luzón y el margen continental de China.

## Impacto

### 17 de septiembre
El sismo se sintió en toda la isla, con edificios temblando en lugares tan lejanos como la capital Taipei. El sistema de metro de Kaohsiung se suspendió temporalmente debido a los temblores y los objetos cayeron de los estantes en la ciudad de Taitung, donde se derrumbó una casa antigua. En Fuli, la pared de una casa se derrumbó. Tres personas sufrieron heridas leves, y un hombre en Minxiong tuvo que ser tratado por heridas después de sufrir un ataque al corazón durante el terremoto.

### 18 de septiembre
A lo largo de Zhongshan Road en Yuli, Hualien, un edificio de tres pisos que albergaba una tienda de conveniencia se derrumbó, hiriendo a cuatro personas, quienes fueron rescatadas. Parte de la estación de tren de Dongli resultó dañada y un tren descarriló y los 20 pasajeros tuvieron que ser evacuados. En Yuli, condado de Hualien, parte de una carretera se derrumbó, hiriendo a dos personas. En Taoyuan, un centro deportivo se derrumbó, hiriendo a dos personas.En Yuli, una fábrica de cemento se derrumbó, matando a un trabajador e hiriendo a varios más.
En Yuli, 7.073 hogares no tenían electricidad mientras que se reportaron apagones en Taipei, New Taipei, Tainan y Kaohsiung. Según el Ministerio de Educación, el terremoto dañó 72 escuelas, algunas colapsando parcialmente. La pérdida total incurrida se estima en NT$4,61 millones (US$147 310).

## Reacciones
En un discurso pronunciado poco después del segundo terremoto, la presidenta Tsai Ing-wen advirtió sobre grandes réplicas y pidió a los ciudadanos que se mantuvieran alerta. El Centro Central de Operaciones de Emergencia se colocó en su nivel de alerta más alto en respuesta a las réplicas. El Consejo de Energía Atómica dijo que las plantas nucleares en todo el país no se vieron afectadas y estaban en funcionamiento normal. Cerca de 400 turistas fueron rescatados luego de quedar varados en la montaña Chike debido a deslizamientos de tierra. El gobierno local ordenó el cierre de escuelas en los municipios de Yuli, Fuli y Zhuoxi. La escuela y diferentes puestos laborales fueron suspendidos en los municipios de Guanshan, Luye, Chihshang, Haiduan y Yanping. Las escuelas y los lugares de trabajo tuvieron que cerrar después del mediodía del 18 de septiembre en las aldeas de Wulu, Lidao, Xinwu y Haiduan. En el municipio de Changbin, se pudo reanudar el trabajo, pero se suspendió la asistencia a escuelas.

### Alertas de tsunami
La Agencia Meteorológica de Japón emitió un aviso de tsunami con olas de hasta un metro de altura para Miyakojima y las islas Yaeyama en la prefectura de Okinawa. El Centro de Alerta de Tsunami del Pacífico también emitió una amenaza de tsunami.